# Honda CB 125 F

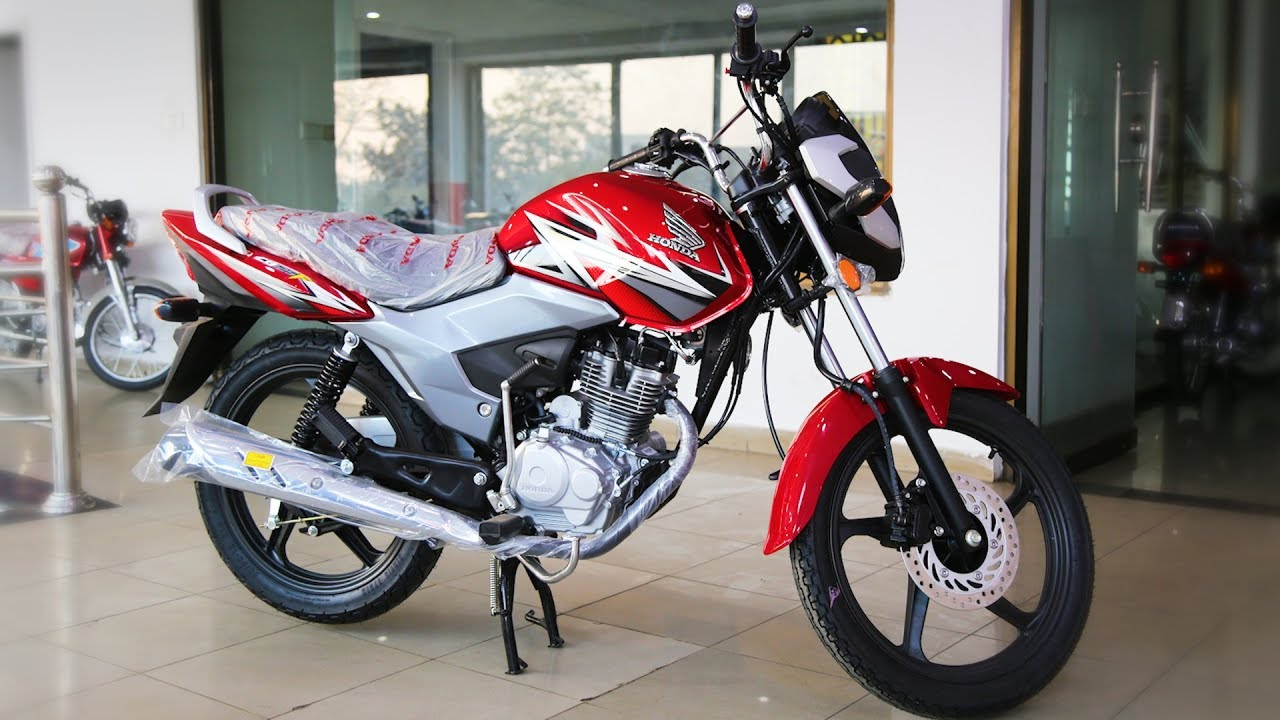
CB 125 F in Pakistan, 2021

Die Honda CB 125 F ist ein Leichtkraftrad, das Honda seit 2015 auf dem deutschen Markt anbietet.
Die Honda CB 125 wird seit 1965 angeboten, seit den 1970er Jahren auch mit einem Einzylindermotor. Bis 2015 wurden laut Honda über 3,4 Millionen Maschinen verkauft; dies im Wesentlichen in Asien. Daher plante Honda für das Jahr 2015 einen Absatz von 700 Maschinen in Deutschland. Marktbegleiter sind die Aprilia RS4 125, KTM 125 Duke, Yamaha MT-125 und Yamaha YZF-R 125 (2019).

## Erste Generation
Als Antrieb diente ein luftgekühlter, 10,6 PS starker Viertaktmotor mit Benzineinspritzung, der die Abgasnorm Euro 4 für Motorräder erfüllte. Die mit Kette angetriebene obenliegende Nockenwelle treibt zwei Ventile an. Das Verdichtungsverhältnis betrug 9,2 : 1. Zur Vibrationsminderung hat der Motor eine Ausgleichswelle. Die Kraftübertragung erfolgte über ein 5-Gang-Getriebe und durch Kettenantrieb an das Hinterrad. Die CB 125 F erreichte dabei mit etwa 2,0 l/100 km unter Realbedingungen niedrige Verbrauchswerte, die das Vorgängermodell Honda CBF 125 unterbieten. Mit dem 13 Liter fassenden Tank ergibt sich eine Reichweite von etwa 600 km.
Die Maschine hatte einen Stahlrohrrahmen und 18 Zoll-Räder.
Es waren vier Farben Pearl sunbeam white, Candy blazing red, Pearl twinkle yellow und Onyx blue metallic verfügbar. Die Herstellung der CB 125 F erfolgte in einem chinesischen Honda-Werk. Die Preisempfehlung ab Werk belief sich auf 2.865 Euro (inklusive Überführung 3.100 Euro).

## Modell ab 2021
Zum Modelljahr 2021 erschien ein überarbeitetes Modell, das die Euro 5-Norm erfüllt und im italienischen Honda-Werk in Atessa hergestellt wird. Diese Maschinen haben einen neuen 7 kg leichteren Motor mit Anlasser-Generator mit 390 Watt Leistung und einen 1,7 kg leichteren Rahmen, sodass sie lediglich 117 kg wiegen.

### Motor
Der weiterhin luftgekühlte Motor hat im Gegensatz zur 2021 überarbeiteten Honda CB 125 R wie der Vorgänger zwei Ventile, seine Leistung stieg auf 8 kW (10,9 PS) bei 7500/min, sein Verdichtungsverhältnis beträgt 10,0:1. Der Motor nutzt reibungsarme Technik (enhanced Smart Power), wie Rollenkipphebel mit Nadellagern, Kolbenbodenkühlung durch einen Ölstrahl von unten, um Reibung zu verringern, und einen versetzten Zylinder, so dass der Verbrauch um einen halben Liter pro 100 km gesunken sein soll; gemäß WMTC-Zyklus nennt der Hersteller 1,5 l/100 km sowie einen CO2-Ausstoß von 34 g/km. Der Tank fasst nun 11 Liter, die Reichweite auf Basis des WMTC-Verbrauchs wuchs durch die Verbrauchminderung auf über 700 km.

### Fahrwerk
Es wird ein neuer Stahlrahmen verwendet, der Radstand ist gegenüber der ersten Generation 1,5 cm verkürzt. Das Vorderrad wird von einer Teleskopgabel geführt, hinten gibt es eine Schwinge. Die Radgröße von 18 Zoll und die Größe der Bremsscheiben des Kombinationsbremssystems (CBS), das mit der Fußbremse auch die Vorderradbremse aktiviert, blieben gleich. Die Vorspannung der Stoßdämpfer ist fünffach einstellbar.

### Ausstattung
Das Leichtkraftrad ist mit einem LED-Scheinwerfer und einem digitalen Instrument, das Berechnung von Echtzeit- und Durchschnittsverbrauch sowie der Restreichweite und auch eine Eco- und Ganganzeige bietet, ausgestattet. Es werden die Farben Splendor Red, Pearl Cool White, und Black/Schwarz angeboten. Der Preis beträgt etwa 2.700 Euro.

## Modell 2024
Das Modell unterscheidet sich vom alten durch ein 1 kg geringeres Gewicht, einen neuen LED-Scheinwerfer, eine andere, verchromte, Schalldämpferverkleidung und einen Kraftstoffverbrauch von nur noch 1,4 l/100 km. Die neue Farben sind Imperial Red Metallic und Matt Marvel Blue.